# Wappen von Laos

Wappen des Königreichs Laos 1949 bis 1975
Staatswappen der Volksrepublik Laos 1975 bis 1991

Das Wappen von Laos wurde 1991 zum vorläufig letzten Mal geändert.

## Beschreibung

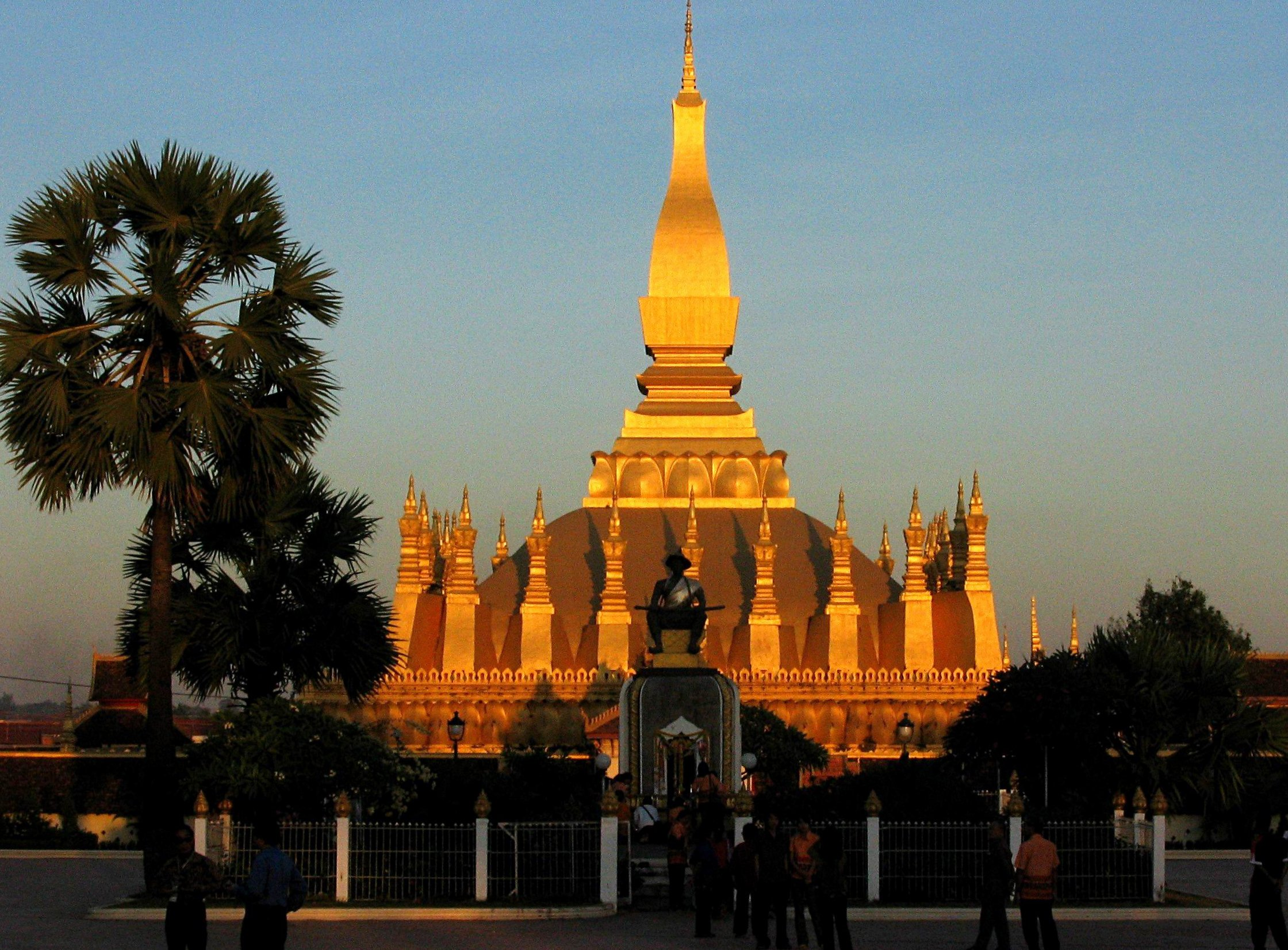
Pha That Luang

Das laotische Wappen  zeigt das Nationalheiligtum Pha That Luang.
Weiterhin sind ein Staudamm als Symbol der Stromerzeugung am Stausee Nam Ngun, eine asphaltierte Straße und stilisiert bewässerte Felder dargestellt.
Im unteren Teil ist ein Teil eines Zahnrades in Regenbogenfarben zu sehen. Die beiden Inschriften links und rechts verkünden in laotischer Schrift die Wahlsprüche des Landes:
„ສັນຕິພາບ ເອກະລາດ ປະຊາທິປະໄຕ“
(Frieden, Unabhängigkeit und Demokratie)
und rechts
„ເອກະພາບ ວັດຖະນາຖາວອນ“
(Einheit und Wohlstand)

## Symbolik
Das Nationalheiligtum That Luang symbolisiert die Einheit aller Laoten. Der Wald steht für die Natur, das Reisfeld für die Landwirtschaft. Das Zahnrad und das Kraftwerk Nam Ngum symbolisieren die aufstrebende Industrie.

## Geschichte
In welchem Jahr Laos sein erstes Wappen annahm, ist nicht bekannt. Als Vorbild diente aber das Emblem der Nationalflagge mit.
Das Wappen wurde Anfang der 1990er Jahre geändert. Die bis dahin vorhandenen kommunistischen Symbole roter Stern sowie Hammer und Sichel wurden durch das Nationalheiligtum Pha That Luang ersetzt.